# Gimnàstica als Jocs Olímpics d'Estiu de 1912
Als Jocs Olímpics de 1912 realitzats a la ciutat d'Estocolm es disputaren quatre proves de gimnàstica artística, totes elles en categoria masculina. Les proves es realitzaren entre el 6 i el 15 de juliol a l'Estadi Olímpic d'Estocolm.

## Nacions participants
Hi participaren 249 gimnastes de 12 nacions diferents:
| - Bohèmia (1) - Dinamarca (49) - Finlàndia (24) - França (6) - Hongria (17) - Imperi Alemany (18) | - Imperi Rus (4) - Itàlia (18) - Luxemburg (19) - Noruega (46) - Regne Unit (23) - Suècia (24) |

## Resum de medalles
| Prova                              | Or | Argent | Bronze |
| Concurs complet individual detalls | Alberto Braglia | Louis Ségura | Adolfo Tunesi |
| Concurs complet per equips detalls | ItàliaPietro Bianchi Guido Boni Alberto Braglia Giuseppe Domenichelli Carlo Fregosi Alfredo Gollini Francesco Loi Luigi Maiocco Giovanni Mangiante Lorenzo Mangiante Serafino Mazzarochi Guido Romano Paolo Salvi Luciano Savorini Adolfo Tunesi Giorgio Zampori Umberto Zanolini Angelo Zorzi | HongriaJózsef Bittenbinder Imre Erdődy Samu Fóti Imre Gellért Győző Haberfeld Ottó Hellmich István Herczeg József Keresztessy Lajos Kmetykó János Krizmanich Elemér Pászti Árpád Pédery Jenõ Rittich Ferenc Szüts Ödön Téry Géza Tuli | Regne UnitAlbert Betts · William Cowhig · Sidney Cross · Harold Dickason · Herbert Drury · Bernard Franklin · Leonard Hanson · Samuel Hodgetts · Charles Luck · William MacKune · Ronald McLean · Alfred Messenger · Henry Oberholzer · Edward Pepper · Edward Potts · Reginald Potts · George Ross · Charles Simmons · Arthur Southern · William Titt · Charles Vigurs · Samuel Walker · John Whitaker |
| Equips sistema lliure detalls      | NoruegaIsak Abrahamsen · Hans Beyer · Hartmann Bjørnsen · Alfred Engelsen · Bjarne Johnsen · Sigurd Jørgensen · Knud Leonard Knudsen · Alf Lie · Rolf Lie · Tor Lund · Petter Martinsen · Per Mathiesen · Jacob Opdahl · Nils Opdahl · Bjarne Pettersen · Frithjof Sælen · Øistein Schirmer · Georg Selenius · Sigvard Sivertsen · Robert Sjursen · Einar Strøm · Gabriel Thorstensen · Thomas Thorstensen · Nils Voss               | Finlàndia Kaarlo Ekholm Eino Forsström Eero Hyvärinen Mikko Hyvärinen Tauno Ilmoniemi Ilmari Keinänen Jalmari Kivenheimo Karl Lund Aarne Pelkonen Ilmari Pernaja Arvid Rydman Eino Saastamoinen Aarne Salovaara Heikki Sammallahti Hannes Sirola Klaus Suomela Lauri Tanner Väinö Tiiri Kaarlo Vähämäki Kaarlo Vasama | DinamarcaAxel Andersen · Hjalmart Andersen · Halvor Birch · Wilhelm Grimmelmann · Arvor Hansen · Christian Hansen · Marius Hansen · Charles Jensen · Hjalmar Peter Johansen · Poul Jørgensen · Carl Krebs · Vigo Madsen · Lukas Nielsen · Rikard Nordstrøm · Steen Olsen · Oluf Olsson · Carl Pedersen · Oluf Pedersen · Niels Petersen · Christian Svendsen                                            |
| Equips sistema suec detalls        | SuèciaPer Bertilsson · Carl-Ehrenfried Carlberg · Nils Granfelt · Curt Hartzell · Oswald Holmberg · Anders Hylander · Axel Janse · Boo Kullberg · Sven Landberg · Per Nilsson · Benkt Norelius · Axel Norling · Daniel Norling · Sven Rosén · Nils Silfverskiöld · Carl Silfverstrand · John Sörenson · Yngve Stiernspetz · Carl-Erik Svensson · Karl Johan Svensson · Knut Torell · Edward Wennerholm · Claes Wersäll · David Wiman | DinamarcaPeter Andersen · Valdemar Bøggild · Søren Peter Christensen · Ingvald Eriksen · George Falcke · Torkild Garp · Hans Trier Hansen · Johannes Hansen · Rasmus Hansen · Jens Kristian Jensen · Søren Alfred Jensen · Karl Kirk · Jens Kirkegaard · Olaf Kjems · Carl Larsen · Jens Peter Laursen · Marius Lefèvre · Povl Mark · Einar Olsen · Hans Pedersen · Hans Eiler Pedersen · Olaf Pedersen · Peder Larsen Pedersen · Aksel Sørensen · Martin Thau · Søren Thorborg · Kristen Vadgaard · Johannes Vinther | NoruegaArthur Amundsen · Jørgen Andersen · Trygve Bøyesen · Georg Brustad · Conrad Christensen · Oscar Engelstad · Marius Eriksen · Axel Henry Hansen · Petter Hol · Eugen Ingebretsen · Olaf Ingebretsen · Olof Jacobsen · Erling Jensen · Thor Jensen · Frithjof Olsen · Oscar Olstad · Edvin Paulsen · Carl Alfred Pedersen · Paul Pedersen · Rolf Robach · Sigurd Smebye · Torleif Torkildsen       |

## Medaller
| Posició | País       | Or | Argent | Bronze | Total |
| 1       | Itàlia     | 2  | 0      | 1      | 3     |
| 2       | Noruega    | 1  | 0      | 1      | 2     |
| 3       | Suècia     | 1  | 0      | 0      | 1     |
| 4       | Dinamarca  | 0  | 1      | 1      | 2     |
| 5       | Finlàndia  | 0  | 1      | 0      | 1     |
| 5       | França     | 0  | 1      | 0      | 1     |
| 5       | Hongria    | 0  | 1      | 0      | 1     |
| 8       | Regne Unit | 0  | 0      | 1      | 1     |